# Dannemora
Pour les articles homonymes, voir Dannemora (homonymie).
Dannemora est un village de Suède faisant partie de la municipalité de Östhammar dans le comté d'Uppsala.

## Géographie
Situé à 40 km au Nord d'Uppsala, le village qui a compté plus de 1 200 habitants dans les années 1870 est célèbre pour ses mines de fer qui furent les plus importantes du royaume de Suède et dont l'affinement se faisait à Öregrund.
En 1878, une étroite voie ferrée fut construite pour le relier au port de Hargshamn. La mine est fermée en 1992 puis rouverte en juin 2012 après une cérémonie dirigée par Charles XVI Gustave.